# 量子科学实验卫星
量子科学实验卫星（英語：Quantum Experiments at Space Scale），简称量子卫星，名为墨子号，是世界首颗量子科学实验卫星，质量為631公斤，設計壽命2年。量子卫星项目为中国科学院空间科学先导专项项目之一，也是是「十三五」的重點計劃之一，由中科院国家空间科学中心总负责，于2011年12月立项。維也納大學和奧地利科學院正在運行該衛星的歐洲接收站。
2016年8月16日1时40分，卫星于酒泉卫星发射中心搭载长征二号丁运载火箭发射升空，成为全球第一颗设计用于进行量子科学实验的卫星。這是一項概念驗證項目，旨在促進長距離的量子光學實驗，以允許開發量子加密和量子隱形傳態技術。量子加密使用量子纏結原理，可以絕對檢測到是否有第三方在傳輸過程中截獲了消息。
2017年6月16日，墨子號首先成功實現兩個量子纠缠光子被分发到相距超過1200公里的距離後，仍可繼續保持其量子纏結的狀態。2019年，墨子號整體實驗設計獲美國《科學》雜誌評選得克利夫蘭獎。

## 命名
量子卫星命名為“墨子號”，是為了紀念中国战国时期思想家、教育家、科学家，墨家学派的创始人墨子在物理學尤其是光學領域的突出成就，在他所著的《墨经》中歸納出「光学八条」。其中包括兩千多年前，墨子進行了世界上最早的小孔成像实验，最先发现了光沿直线传播這一光学领域最重要的科学原理，奠定了光通信的基础。而且他也提出了“粒子论”的雛形，关于“端”的论述，指出“端”是不占有空间的，是物体不可再細分的最小单元。
以科学先贤為科学卫星命名以彰显研发国家的文化和科學成就，亦是國際慣例。

## 背景
量子密钥分发基于量子纠缠的原理，向通信双方发送量子纠缠态的光子。根據物理學理論，無論相距多遠，一对纠缠量子只要其中一粒狀態產生變化，另外一粒亦會立即出現相应的轉變。由于任何外界的测量都会改變量子纠缠的形態，因而一旦密码被窃听，双方都会获知，而放弃此次通信。
但是光纤本身存在损耗，而且会导致纠缠品质下降；而近地面自由空间通信又受到天气、障碍物和地面曲率的影响；因而广域光量子传输转向采用卫星中转的方式。中国在2012年成功实现了世界上最远距离的量子态隐形传输——青海刚察湖兩岸长达97公里的自由空间量子信道，亦於2013年成功完成国际上首次星地量子密钥分发地基验证试验，克服卫星与地球之间的相对运动偏差及大气层传输耗损，证实了量子态隐形传输穿越大气层的可行，为基于卫星中继的全球化量子通信网奠定基础。

## 任务及有效载荷

### 任务
量子科学实验卫星在軌運行兩年期間将执行四项实验任务以達成兩大科学目标：进行经由卫星中继的「星地高速量子密钥分发实验」，并在此基础上进行「广域量子通信网络实验」，以期在空间量子通信实用化方面取得重大突破；及进行「星地双向纠缠分发实验」与「空间尺度量子隐形传态实验」，开展空间尺度量子力学完备性检验的实验研究，四项实验皆為世界上首次开展。卫星同時會透過高速相干激光通信机开展与地面通信接收站之间的实时「星地双向激光通信技术演示试验」，為第二代激光通信设备，速率达5Gbps。
为了执行这些任务，除了卫星和位于安徽合肥的量子科学实验中心之外，地面上也建设了四个量子通信地面站（分别位于河北兴隆、新疆乌鲁木齐南山、青海德令哈、云南丽江），以及位于西藏阿里的量子隐形传态实验站。除此以外，奥地利科学院和维也纳大学的科学家也与中国方面合作，在维也纳和格拉茨设置了量子通信地面站。
一旦中国国内的实验结束，量子科学实验卫星将尝试在中国与奥地利维也纳的量子光学和量子信息研究所（IQOQI）之间建立一个国际QKD信道 - 地面距离为7,500 km（4,700 mi） ，可能还有其他欧洲量子通信地面站。

### 有效载荷
卫星上搭载的主要有效载荷有5个，分别是量子密钥通信机、量子纠缠发射机、量子纠缠源、量子试验控制与处理系统、高速相干激光通信机。
单个光子传送距離逹500公里，为了实现同时瞄准两个地面站进行光通信，卫星平台和有效载荷进行一体化设计，具备两套独立的有效载荷指向机构，通过姿控指向系统协同控制，实现时刻矫正位置、姿态，精确对准地面接收器，精度可以达到普通卫星的10倍，是此前世界上未曾达到的精细度。
国家空间科学中心抓总负责量子卫星工程。上海微小卫星工程中心创新研究院是卫星系统的总体单位。上海技术物理研究所牵头负责有效载荷，中国科学技术大学和上海光学精密机械研究所参与研制有效载荷分系统。

## 後續
如果这次量子卫星通信实验顺利完成，下一步将计划研究「星间量子通信技术」等，发射更多量子通信卫星，在2020年建成亚洲与欧洲的洲际量子通信网络，在2030年建成20颗卫星规模的全球量子通信网络。

## 科研貢獻
中国科学技术大学潘建伟教授及其同事彭承志、印娟等组成的研究团队，联合牛津大学Artur Ekert、中科院上海技术物理研究所王建宇等团队，利用“墨子号”量子科学实验卫星在国际上首次实现千公里级基于纠缠的量子密钥分发，堵塞了过去量子卫星作为中继节点时的安全漏洞。该实验通过物理原理，确保了即使在卫星被他方控制的极端情况下依然能实现安全的量子通信，取得了量子通信现实应用的重要突破，如同给千公里级安全量子加密通讯装上“金钟罩”。2020年6月15日，该研究成果以题为“基于纠缠的千公里级安全量子加密(Entanglement-based secure quantum cryptography over 1,120 kilometres)”的研究论文在线发表在国际著名学术期刊《自然》杂志。《自然》杂志审稿人称赞该工作」展示了一项开创性实验的结果」和「这是朝向构建全球化量子密钥分发网络甚至量子互联网的重要一步”，不依赖可信中继的长距离纠缠量子密钥分发协议实验的实现是一个里程碑」。

## 戰略意義分析
項目的首席科學家潘建偉告訴路透社，指該項目在國防領域具有「巨大的前景」。該衛星提供了北京與烏魯木齊之間的絕對安全通信。《華爾街日報》分析指出，此次發射使中國領先於競爭對手，並使他們更接近建構一個完全防止黑客的通訊方式。並指出該計劃應是受美國全球監控計劃所激勵而加快推動。美國在2013年被前CIA員工愛德華·斯諾登揭發，在全球範圍內祕密監聽多國領袖及重要人物，引起巨大的政治及安全爭議。因此為了隔絕被敵對國家監控，中國致力投入量子技術，墨子號衛星因此又稱其為「後斯諾登時代的衛星」。

## 相關搭載
长征二号丁运载火箭是次「一箭三星」同時发射墨子号量子卫星、力星一号稀薄大气科学实验卫星及加泰罗尼亚理工大学设计研制的³Cat-2 6U立方体卫星。
- 力星一号重110公斤，由中科院力学研究所与中科院上海微小卫星工程中心联合研制，分離後降軌至100-150公里近地軌道，开展稀薄大气环境探测等科学实验，是迄今为止运行轨道最低、速度最快的人造地球卫星[56]。8月19日，完成任务再入大气层。
- ³Cat-2卫星重7公斤，它是³Cat系列的第二颗小卫星，携带了一个全球卫星导航系统反射载荷（GNSS-R）用于地球观测，在量子卫星分离后33秒与运载火箭分离[57]。

### 引用
1. 1 2 3 4  . 新华社. 2016-08-16  [2016-08-16]. （原始内容存档于2016-08-16）.
2. 1 2 3  "QUESS launched from the cosmodrome on Gobi desert" （页面存档备份，存于），Spaceflights.news.[2016年8月17日]. Retrieved 17 August 2016.
3. ↑  . National Space Science Center, CAS.   [2016-07-30]. （原始内容存档于2016-07-21） （英语）.
4. 1 2  李瑜. . 科学网. 中国科学报社. 2016-08-15  [2016-09-13]. （原始内容存档于2016-09-14）.
5. ↑  National Institute of Information and Communications Technology. . ScienceDaily. 2017-07-10. （原始内容存档于2019-01-09）.
6. ↑  王莹. . www.xinhuanet.com. 2017-01-18  [2019-09-24]. （原始内容存档于2019-09-24）.
7. 1 2  . 中国科学院. 文汇报.   [2016-08-17]. （原始内容存档于2017-03-05）.
8. ↑  Edward Wong. . New York Times. 16 August 2016  [19 August 2016]. （原始内容存档于2022-12-24）.
9. 1 2  吴晶晶. . 新华社. 2016-05-28  [2016-07-30]. （原始内容存档于2016-09-10）.
10. ↑  . Austrian Academy of Sciences. 16 August 2016  [17 August 2016]. （原始内容存档于2018-03-18）.
11. ↑  Wall, Mike. . Space.com. Purch. 16 August 2016  [17 August 2016]. （原始内容存档于2019-03-22）.
12. 1 2  梁晓辉. . 中国新闻网. 2016年8月16日  [2016年8月16日]. （原始内容存档于2016年8月16日）.
13. ↑  . 中国科学院. 2016-07-01  [2016-07-30]. （原始内容存档于2016-10-04）.
14. ↑  Elizabeth Gibney. . Nature. 2016-07-27  [2016-07-30]. （原始内容存档于2016-07-30） （英语）.
15. ↑  李瑜; 赵金龙. . 科学网. 中国科学报社. 2016-08-16  [2016-09-13]. （原始内容存档于2016-09-20）.
16. ↑  Juan Yin, Yuan Cao, Yu-Huai Li, Sheng-Kai Liao, Liang Zhang, Ji-Gang Ren, Wen-Qi Cai, Wei-Yue Liu, Bo Li, Hui Dai, Guang-Bing Li, Qi-Ming Lu, Yun-Hong Gong, Yu Xu, Shuang-Lin Li, Feng-Zhi Li, Ya-Yun Yin, Zi-Qing Jiang, Ming Li, Jian-Jun Jia, Ge Ren, Dong He, Yi-Lin Zhou, Xiao-Xiang Zhang, Na Wang, Xiang Chang, Zhen-Cai Zhu, Nai-Le Liu, Yu-Ao Chen, Chao-Yang Lu, Rong Shu, Cheng-Zhi Peng, Jian-Yu Wang, Jian-Wei Pan. . Quantum Optics. 2017, 356: 1140–1144  [2022-04-14]. arXiv:1707.01339 . （原始内容存档于2021-08-13）.
17. ↑  Ren, Ji-Gang; Xu, Ping; Yong, Hai-Lin; Zhang, Liang; Liao, Sheng-Kai; Yin, Juan; Liu, Wei-Yue; Cai, Wen-Qi; Yang, Meng; Li, Li; Yang, Kui-Xing. . Nature. 2017-08-09, 549 (7670): 70–73  [2022-04-14]. Bibcode:2017Natur.549...70R. ISSN 1476-4687. PMID 28825708. S2CID 4468803. arXiv:1707.00934 . doi:10.1038/nature23675. （原始内容存档于2022-12-06） （英语）.
18. ↑  Popkin, Gabriel. . Science - AAAS. 15 June 2017  [2022-04-14]. （原始内容存档于2021-08-14）.
19. ↑  Lin Xing. . Physics World (Institute of Physics). 16 August 2016  [22 November 2020]. （原始内容存档于2022-10-20）.
20. ↑  Castelvecchi, Davide. . Nature News. Nature. 2017-06-15  [2017-06-16]. （原始内容存档于2019-02-06）.
21. ↑  .   [2019-08-24]. （原始内容存档于2020-12-29）.
22. 1 2  . 新华社. 2016-08-15  [2016-08-17]. （原始内容存档于2016-09-13）.
23. ↑  《墨子·经说下》：“景光之人煦若射，下者之入也高，高者之入也下。”
24. 1 2 3  . 科技日报. 2016-08-16  [2016-08-17]. （原始内容存档于2016-08-28）.
25. ↑  . 新华社. 2016-08-15  [2016-08-17]. （原始内容存档于2016-09-19）.
26. ↑  . 新华社. 2016-08-15  [2016-08-17]. （原始内容存档于2016-09-13）.
27. ↑  . 2016-08-16  [2016-08-17]. （原始内容存档于2016-09-24）.
28. 1 2 3  . 科技日报. 2016-08-15  [2016-08-16]. （原始内容存档于2016-08-28）.
29. 1 2  . 2016-06-28  [2016-07-30]. （原始内容存档于2016-08-17）.
30. ↑  . 2012-05-11  [2016-08-17]. （原始内容存档于2016-08-13）.
31. ↑  . 2013-05-02  [2016-08-17]. （原始内容存档于2016-08-22）.
32. ↑  . 科技日报. 2013-05-03  [2016-08-17]. （原始内容存档于2016-08-22）.
33. ↑  . 2016-08-16  [2016-08-16]. （原始内容存档于2016-08-15）.
34. ↑  . 解放日报. 2015-12-28  [2016-08-16]. （原始内容存档于2016-08-18）.
35. ↑  . 2016-08-17  [2016-08-17]. （原始内容存档于2016-09-13）.
36. 1 2  . 2016-08-16  [2016-08-17]. （原始内容存档于2017-03-05）.
37. ↑  . 新华社. 2016-08-16  [2016-08-19]. （原始内容存档于2016-08-22）.
38. ↑  . 文匯报. 2016-08-46  [2016-08-19]. （原始内容存档于2019-02-06）.
39. ↑  . 新华社. 2016-05-28  [2016-07-30]. （原始内容存档于2016-06-01）.
40. ↑  . Institute for Quantum Optics and Quantum Information - Vienna, Austrian Academy of Sciences.   [2016-07-30]. （原始内容存档于2016-08-26） （英语）.
41. ↑  . 中华人民共和国驻奥地利共和国大使馆. 2013-05-06  [2016-07-30]. （原始内容存档于2016-08-26）.
42. ↑  . Austrian Academy of Sciences. 2016-08-16  [2016-08-16]. （原始内容存档于2017-03-05） （英语）.
43. ↑  Lin Xing. . Physics World (Institute of Physics). 16 August 2016  [17 August 2016]. （原始内容存档于2018-02-25）.
44. ↑  . Austrian Academy of Sciences. 16 August 2016  [17 August 2016]. （原始内容存档于2018-03-18）.
45. ↑  . 2016-08-17  [2016-08-17]. （原始内容存档于2016-08-17）.
46. ↑  央视新闻. .   [2016-08-17].
47. ↑  中国中央电视台. . 2016-05-28  [2016-07-30]. （原始内容存档于2016-08-20）.
48. ↑  . 新华社. 2014-11-02  [2016-08-17]. （原始内容存档于2016-09-13）.
49. ↑  . 大公报. 2020-06-17  [2020-06-17]. （原始内容存档于2020-06-17）.
50. ↑  Elizabeth Gibney. . Nature. 27 July 2016, 535 (7613): 478–479. Bibcode:2016Natur.535..478G. PMID 27466107. doi:10.1038/535478a .
51. ↑  . Reuters. 2016-08-16  [2016-08-18]. （原始内容存档于2019-10-21）.
52. ↑  Josh Chin. . Wall Street Journal. 16 August 2016  [19 August 2016]. （原始内容存档于2022-04-14）.
53. ↑  . Associated Press. 16 August 2016  [17 August 2016]. （原始内容存档于2016-10-27）.
54. ↑  Jeffrey Lin; P.W. Singer. . 17 August 2016  [19 August 2016]. （原始内容存档于2022-09-01）.
55. ↑  Lucy Hornby, Clive Cookson. . 16 August 2016  [19 August 2016]. （原始内容存档于2016-09-20）.
56. ↑  . 中国科学院力学研究所.   [2016-08-19]. （原始内容存档于2016-09-19）.
57. ↑  . 599mag.com.   [2016-08-19]. （原始内容存档于2016-09-22）.